# Pierre-André Fournier

Wappen von Pierre-André Fournier.

Pierre-André Fournier (* 8. Juni 1943 in Plessisville; † 10. Januar 2015 in Rimouski) war Erzbischof von Rimouski.

## Leben
Pierre-André Fournier empfing am 10. Juni 1967 die Priesterweihe durch Maurice Kardinal Roy. Von 1987 bis 1993 war er Kommissionsmitglied für soziale Angelegenheiten in der Versammlung der Bischöfe der Kirchenprovinz Québec. Im August 2003 wurde Fournier bischöflicher Vikar für pastorale Angelegenheiten im Erzbistum Québec.
Papst Johannes Paul II. ernannte ihn am 11. Februar 2005 zum Weihbischof in Québec und zum Titularbischof von Diana. Der Erzbischof von Québec, Marc Kardinal Ouellet PSS, spendete ihm am 10. April desselben Jahres die Bischofsweihe; Mitkonsekratoren waren Jean-Pierre Blais, Weihbischof in Québec, und Eugène Tremblay, Bischof von Amos.
Am 3. Juli 2008 wurde er durch Papst Benedikt XVI. zum Erzbischof von Rimouski ernannt und am 28. September desselben Jahres in das Amt eingeführt. Er erlag am 10. Januar 2015 im Alter von 71 Jahren einem Herzleiden.